# Air Periukan (plaats)
Air Periukan is een bestuurslaag in het regentschap Seluma van de provincie Bengkulu, Indonesië. Air Periukan telt 1193 inwoners (volkstelling 2010).